# Canthidium barbacenicum
Canthidium barbacenicum là một loài bọ cánh cứng trong họ Bọ hung (Scarabaeidae).